# Alleweder
Az Alleweder egy burkolt fekvő kerékpár (trájk v. tricikli). Az ilyen típusú kerékpárokat velomobilnak hívják. Az „Alleweder” név a jármű minden időjárási viszonyokhoz való alkalmasságát jelzi (Alleweder = „minden időben”). A burkolat javítja az aerodinamikát és időjárás elleni védelmet biztosít. Az első Allewederet Bart Verhees dolgozta ki Hollandiában az 1980-as évek végén. 2008-ban épült, különféle verziókban Hollandiában, Németországban és az Egyesült Államokban. A kerékpárnak 2,60 m hosszú és 0,82 m széles alumíniumteste volt, és modelltől függően 31 és 42 közötti kg önsúllyal rendelkezett. 

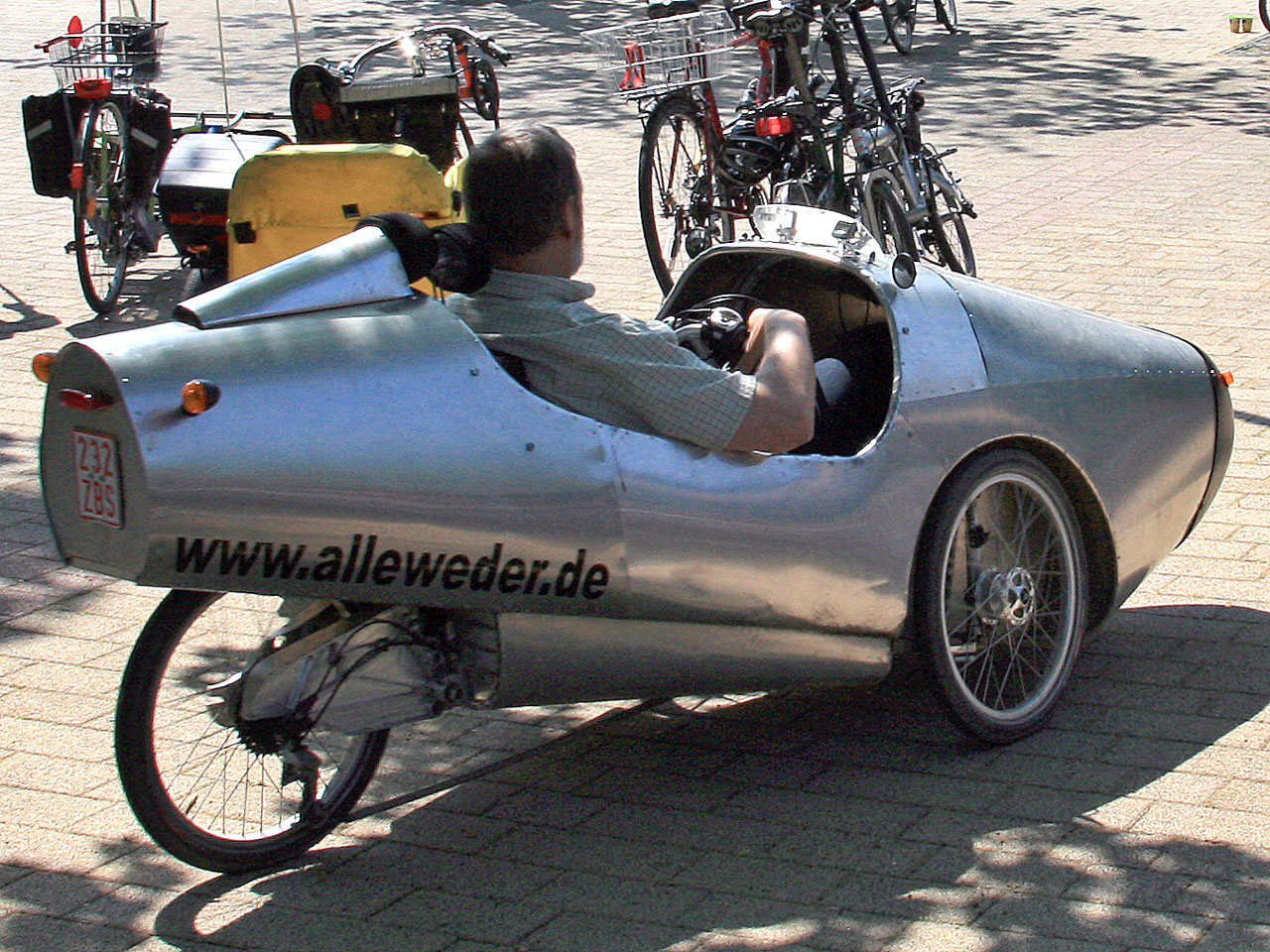
Az Alleweder a SPEZI kiállításon 2007-ben, Germersheimben

## Változatai
A következő fő változatokat különítették el 2008-ban:
- AW 1: Bart Verhees eredeti Alleweder (prototípus az 1980-as évek végén)
- AW 2: a Flevobike Alleweder (1992 és 2000 között gyártott). Utódja: 
  - 1996-tól a C-Alleweder
  - a "Limit"
  - és a "Versatile"
- AW 3: Mindegyik 26 hüvelykes hátsó kerékkel (1993-tól)
- AW 4: Mindegyik 20 hüvelykes hátsó kerékkel
- AW 5: az A4 rövidített változata
- AW 6: 2008-tól az A4-es műanyag burkolat utódja
- AW 7: az A6-os sportos változata 2010-től

A verziószámon kívül az hajtómű típusát is gyakran megadják. A V kifejezés ("versnellingen"="fogaskerekek") a sebességváltók számára utal:
- V8: nyolcsebességű sebességváltó
- V14: Rohloff agyváltó (14 sebességváltó)
- V24: 3 × 8 sebességfokozat három fokozatú hajtómű és a hátsó kereken egy nyolcsebességű váltóval)

## Alleweder 1
Az Alleweder első tanulmányát Bart Verhees diákprojektként készítette az 1980-as évek végén. Hobbiszerszámokkal készítette. Egy évvel később épített egy második Allewederet egy önhordó szerkezettel. A prototípusnak két 20" első kereke és egy 26" hátsó kereke volt. Bart Verhees prototípusát szállításra és versenyzésre is felhasználta. A HPV-k (emberi hajtású járművek) kezdő kategóriájában címet nyert.
Miután 1991-ben befejezte tanulmányait, Bart Verhees megpróbálta forgalmazni az Allewederet, de nem talált vevőt.
Az A1 soha nem került sorozatgyártásra.

## Alleweder 2
Csak Johan Vrielink (a Flevobike-ből) dolgozott ki egy építőkészletet, amely Bart Verhees építőkészlete alapján készült, Titus van de Brink és Bart Massee hallgatókkal együtt. 1992-ben az első 25 építőkészletet eladták. Az építőkészleteket még mindig nehéz volt lemásolni; a lemezeket kézzel kellett vágni és meghajolni. 1993-tól megváltoztak a hajtás. A lemezeket a Fokker repülőgépgyárakban hengerelték, ami megkönnyítette az összeszerelést. 1995-ben több mint 100 darab Alleweder építőkészlet került értékesítésre.
A Flevobike 1992-től 2000-ig 500 A2-es értékesített többségében építőkészletként.

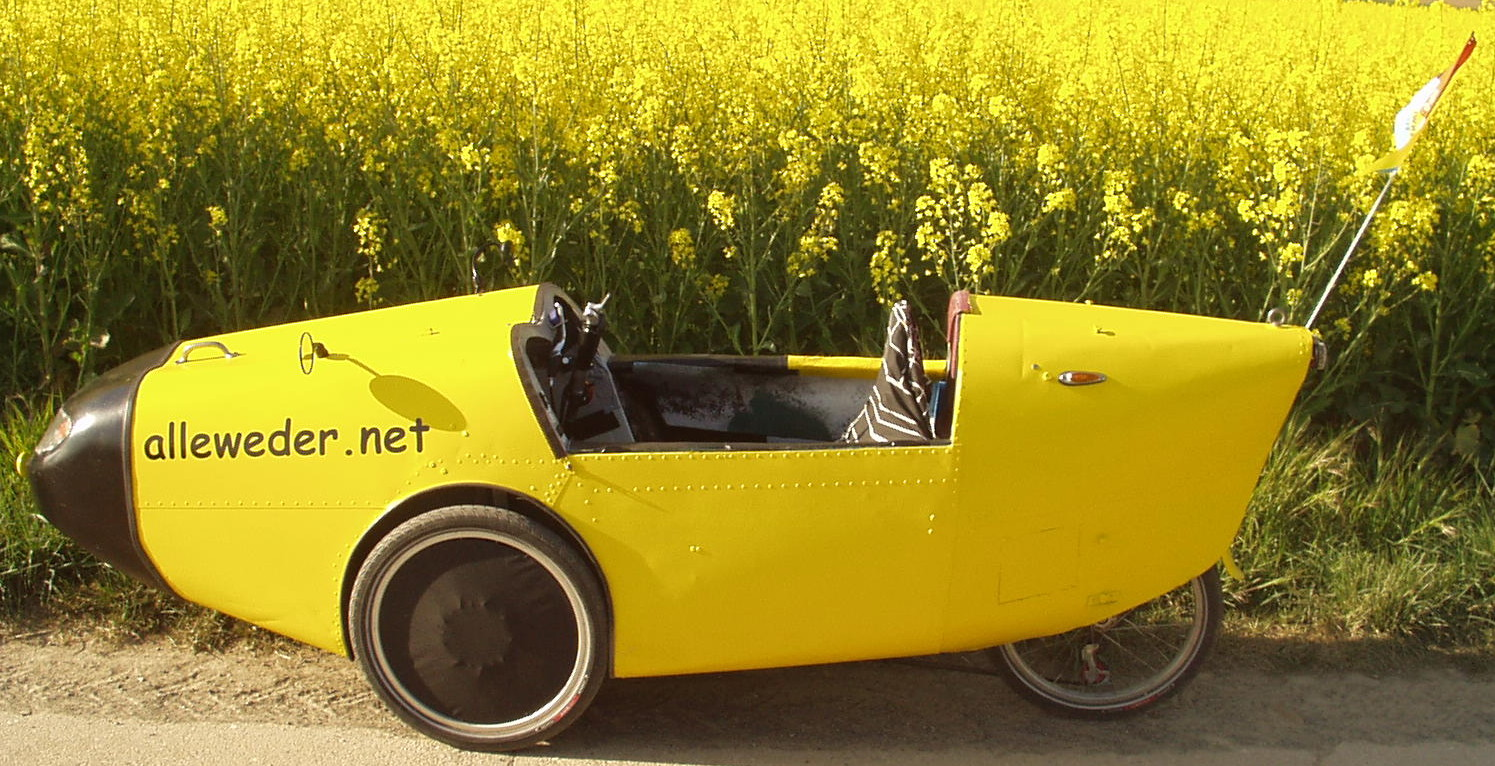
Alleweder 2

Az AW 2 továbbfejlesztett változatát, az úgynevezett "FAW +", továbbra is gyártják vagy építőkészletként David Eggleston az Amerikai Egyesült Államokban, a texasi Midlandben.

## Alleweder 3
Flevobike kapacitási okok miatt átadta az Alleweder gyártását az Alligtnek. Leo Visscher (Alligt) tovább fejlesztette, és módosított karosszériával és 26 hüvelykes hátsó kerékkel készítette el.
Az A3 verzióban az első világítás a motorháztető alatt van elrejtve és összecsukható mechanizmussal is rendelkezhet. A két visszapillantó tükör szintén beépítésre került. 

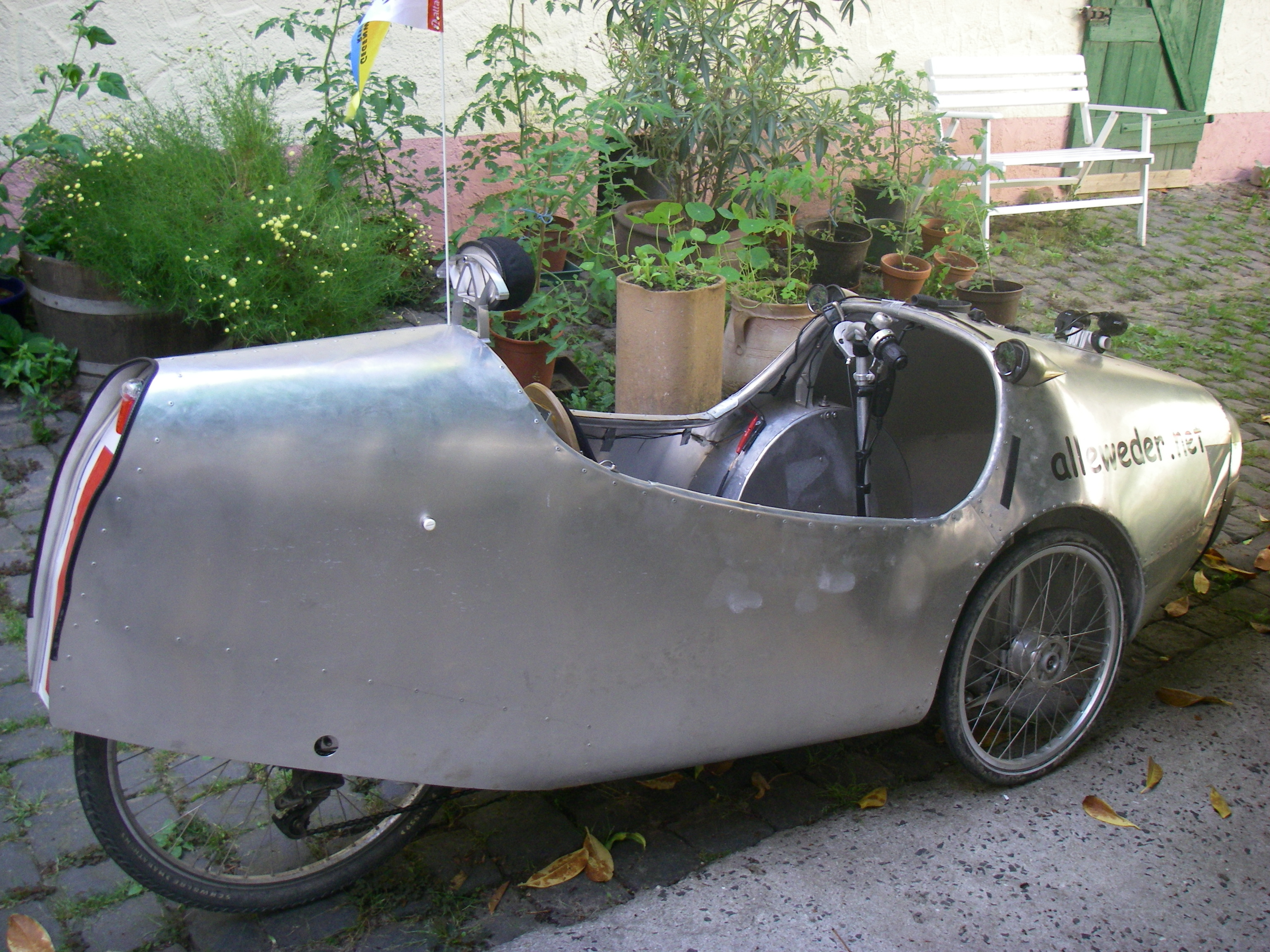
Mind a 3

### C-Alleweder
1996-ban a Flevobike-os Allert Jacobs elkezdte a C-Alleweder építését. A C-Allewederet eredetileg nem gyártásra szántak, de több ember, aki látta a prototípust, C-Allewederet akart vásárolni. Ezután körülbelül 30 darab Flevobike-t gyártottak és értékesítettek.

### Limit
Amikor a Flevobike elkezdte a "Versatile" nevű velomobil fejlesztését, a fekvőkerékpár-értékesítő Tempelman cég folytatta a gyártást, és "Limit" néven értékesítette a C-Alleweder terméket. Az Allewederrel ellentétben teljesen burkolt lánccal és műanyag testből áll, amelyet szén- és aramidszálakkal erősítettek meg.

## Alleweder A4
Háttér: 1997-től Bart Verhees úgy döntött, hogy ismét Allewedert készít, de csak néhány tucatot adtak el. Nico Pluimers egy évvel később szintén kudarcot vallott. Mindent eladtak Leo Visschernek az Alligt cég részére. Leo Visscher sokat javított az Allewederen, és azóta gyártja, megrendelhető komplettként vagy építőkészletként(2020-as állapot).
Az Alleweders 4. verziója az A3-on alapul. A hátsó részét átalakították, és így nagyobb csomagtartóval rendelkezik. A hátsó kereket visszaállították 20” méretűre (mint az A2-nél). Ezenkívül a hátsó felfüggesztést kapott. Az összecsokható fényszórókat és visszapillantó tükröket az A4-en elhagyták. A további fejlesztések megkönnyítették az A4 összeszerelését.

### Méretei
Az Alleweder A4 körülbelül 2,60 m hosszú, kb. 82 cm széles (az első kerekeknél a talajszinten) és kb 85 cm magas, tengelytávja 1,3 méter. A fordulási köre 9 méter. A tető és ponyva nélküli alapváltozatban súlya 31 kg. A sofőr magassága nem haladhatja meg az 1,95 m és tömege a 95 kg-ot (forrás: "holland Liegfietsen") vagy 110 kg-ot (forrás "Lohmeyer").

### Struktúra
Az Alleweder 1. és 2. verziója teljes egészében önhordó szerkezettel rendelkezik, amelyet kizárólag szegecselt alumíniumlemezekből készítettek. A merevség növelése és a súly csökkentése érdekében a későbbiekben alumínium merevítőkre tértek át. Ezt használták már az A3-nál; Az A4-ben és a további változatokban: Az A4 már öntött alumínium merevítőkből áll, amely a pedál hajtókarjától a hátsó kerék lengőkarjáig fut. Ez a merevítő több részegységből van csavarral összetoldva. A távolsági fénynek elülső oldalán ovális rácskerettel (konzol) van megerősítve (lásd a "Hajtás" képet). Az első kerekeket gyűrűs konzol tartja; egy harmadik konzol pedig az ülés mögött helyezkedik el, a negyedik konzol merevíti a csomagtartó hátsó részét. A beszálló nyílás alumínium csőből áll, melyet fémlemez borít. A merevítőt és a konzolokat alumíniumlemezekből álló borítás köti össze. A borítás merevíti a szerkezetet, és a teherhordó alkotóelemeket. A konzolok össze vannak csavarozva, az összes lapot a konzolokhoz és egymáshoz vak szegecsekkel rögzítik egymáshoz. Összesen körülbelül 1600 szegecs szükséges. Az ülés alumíniumból szegecselt és vastag szivacsbetéttel rendelkezik. Csak a fekete előlap készül rugalmas műanyagból; ez megakadályozza a horpadásokat a enyhe ütközések esetén. A konfiguráció típusától és a baleset súlyosságától függően azonban a fény és a hajtómotor megsérülhet.
A pedálok alatt padlónyílás szükséges; egyrészt ahhoz, hogy elegendő teret biztosítsanak a láb sarkainak, az alsó Holtponton, másrészről a tolatáshoz iis szükség van a nyílásra, mivel a hátrameneti fokozattal az ilyen típusú hajtóművek nem rendelkeznek.. Tehát lábbal löki hátrafelé a kerékpárt. A nyílás szellőzést is biztosít. Ha esik, a fröccsenő víz nem tud befröccsenni ezen a nyíláson, mivel az teljesen az első kerekek előtt van.
A következő extra felszerelések állnak rendelkezésre: A hátsó kerék oldalsó burkolata, egy kis szélvédő, a belső burkolathoz tartozó gomb és egy üvegszálas oszlopokból és üvegszálas műanyagból készült keskeny tető, az úgynevezett. "Versatile-Dach", amelyet az Alleweder utódjának, a "Versatile" neveztek el. A tető kiegészíti a ponyvát, megvédi a sofőrt az esőtől, és lehetővé teszi a kilátást egy első kis plexi ablakon keresztül. Egy másik alternatíva egy nagyméretű alumínium tető, amely teljesen körül veszi a vezető beszálló nyílását és a sofőr fejét (Lohmeyer egyedi igény szerint készíti).
Mivel a súly nagy része a jármű elülső részén van, egy keskeny utcában a hátsó rész felemelésével is nehéz megfordulni . A fogantyút 2007 óta integrálják az A4-be a visszapillantó tükör cseréjével.

### Alváz, hajtás

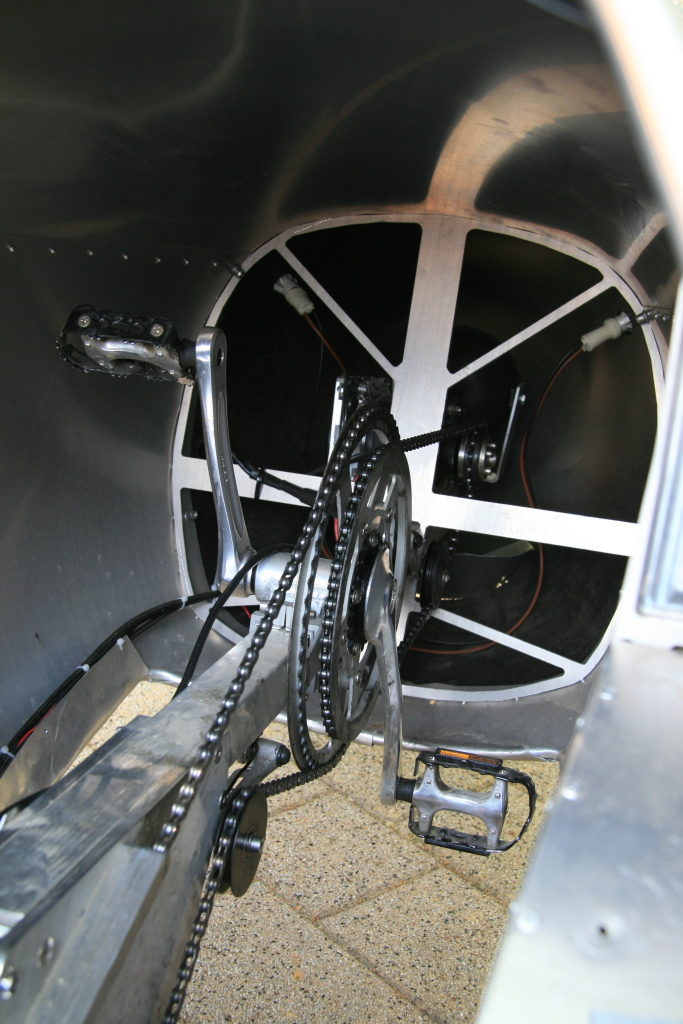
Hajtás

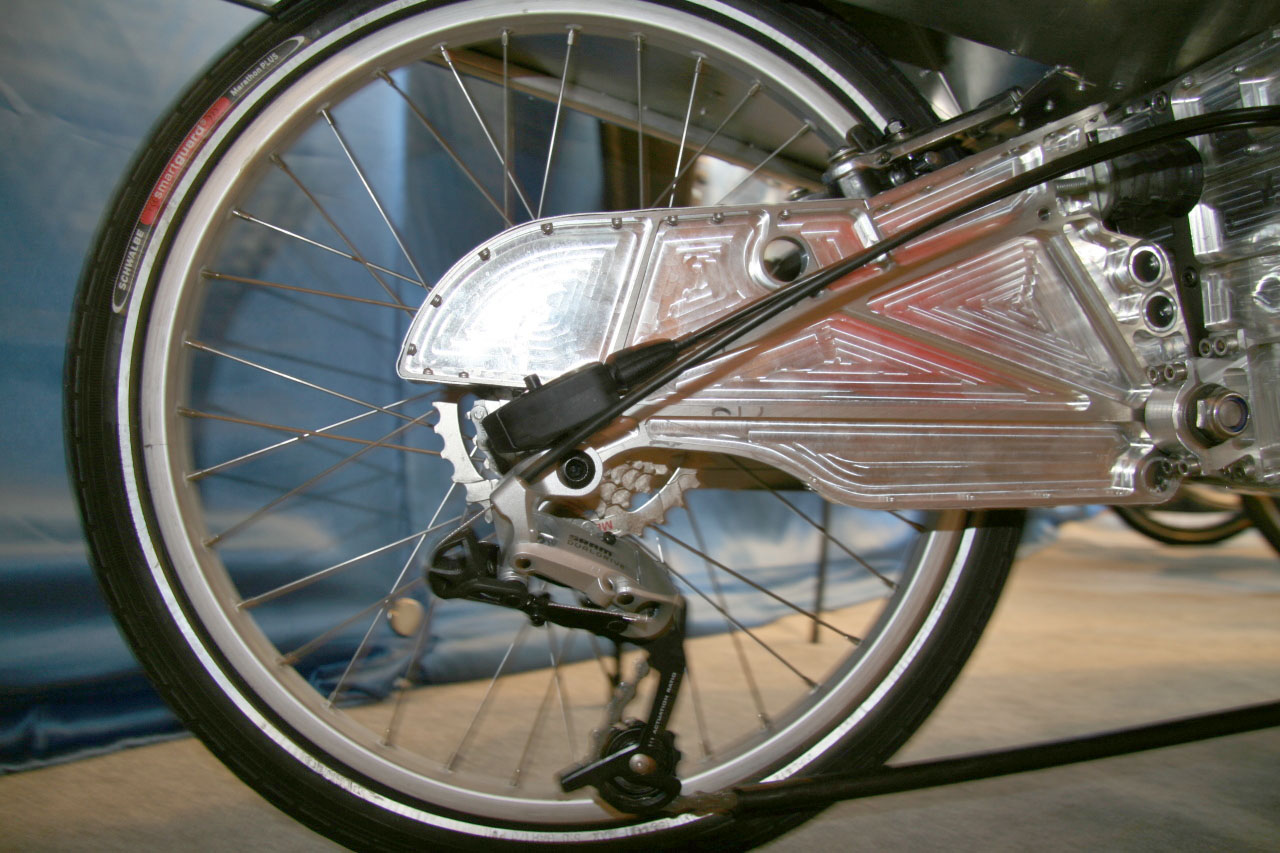
Hátsó kerék

Az Alleweder a Tadpole elrendezés szerint épült, tehát két kormányozható első kerékkel és egy hátsó kerékkel rendelkezik. A hátsó kerék egyúttal a meghajtott kerék is, ehhez hosszú láncvezető szükséges, ez az elrendezés egyben egyszerűsíti a meghajtást. Minden kerék teleszkópos. A hátsó kerék egy öntött alumínium lengőkarban van, gumi ütköző felfüggesztéssel, az első kerekeket a MacPherson felfüggesztésen és a lengőkarokon futnak. A képen látható bemutató járművel ellentétben az első kerekek telekerekekként is kialakíthatók a levegőellenállás csökkentése érdekében. A meghajtó lánc áthalad a kettős padlón, és irányt vált a hajtás felől, visszairányban kétszer vált irányt (a 2007-es verzióban csak egyszer). Az A4-et általában lánckerekes hajtóművel szállítják, 60 foggal és 170 mm-es pedálkarral . A lánc a kerékpárgyártás standard része; ez megkönnyíti a karbantartást és a javítást.
A Velomobile hagyományos váltó és váltó + agyváltó kombinációval (SRAM 3x8) vagy a 14-fokozatú Rohloff-agyváltóval kapható. A jármű saját tömege ilyen esetben 34 kg.

### Kormányzás, fékek
Az Alleweder felsőkormányzású. Egy kis kormány (Tiller kormányrúd, angolul Pinne használatos, magyarul "mókuskormány") van rögzítve egy hosszú rúdon, amelyen alul a lábai között egy kardáncsukló van. Ez teszi lehetővé a kormány a jármű belsejében történő szabad mozgását. A beüléshez a kormányt előre hajtják és rögzítik. Az utazás során használják. A kormányon a 3 sebességes sebességváltó, az elektromos hajtás vezérlője és a 8 sebességes váltómű, vagy a Rohloff sebességváltó vezérlője található. A kormányrúd előtt az első kerekek fékezhetőek az index és a középső ujjak között, a kormány hátulján a hüvelykujj a hátsó kerék fékezése. Ez egy reteszelő mechanizmussal is rendelkezik, amely megakadályozza, hogy a kerék véletlenül elcsavarodjon, amikor be- és kijön, valamint a hegyen. Az első fékek, mint dobfékek végrehajtott (hidraulikusan működtetett felár), a hátsó kerék kábellel egy V-Brake fékezett.

### Csomagtér
A vödör ülése előrehajtható, mögötte kb. 80 literes csomagtartó található. Az ülés oldalán két további tárolóhely van padló szintjén, az elejétől a hátsó kerékívig. Az E változat az akkumulátorokat is tartalmazza. Az ügyfél kérésére a csomagtartóra felső nyílás is kialakítható. Ide szerelhető fel gyermekülés. Két nyomtávos kerékpár pótkocsik kapcsolhatóak a hátsó lengőkarra.

### Világítás
Az AW 4 változat esetén a lámpát általában az elülső burkolat nyílása mögé szerelik fel. A hátsó lámpa csatlakozik az átjáróhoz. Nem tartozik hozzá dinamó, így a világítás kizárólag akkumulátorról működik.

### DIY
Az Alleweder 4 megvásárolható építőkészletként az Alligt (NL) cégtől. A németországi általános forgalmazó a Lohmeyer Leichtfahrzeuge GbR. A készlet postán közvetlenül Hollandiából érkezik. Két doboz kerül szállításral, egy nagyobb és egy rétegelt lemezből készült lapos doboz. A lapok és a merevítők kivételével minden alkatrész a furnér dobozban vannak.
Az építőkészlet tartalmaz egy kormányra szerelhető akkumulátoros lámpát, amelyet a baloldali visszapillantó tükör mellé lehet felszerelni. Az elemmel működtetett hátsó lámpa szintén a készlet része.
A szerkezet az online elérhető utasításoknak köszönhetően lett problémamentesen kialakítható, és akár lakásban is összeszerelhető. A hulladék nagyrészt alumíniumforgácsból áll, ez a szegecses lyukak fúrásából és a leszakított szegecscsapokból keletkezik.
Építés előtt érdemes meggyőződnie arról, hogy a teljesen összeszerelt velomobilt ki lehet vinni a lakásból. A legtöbb ajtó csak 80 cm széles, de a kész Alleweder szélesebb.
Az összeszerelési leírásnak megfelelően az Allewedereket gondosan össze kell szerelni, ehhez sok szellemi erőfeszítésre van szükség. A kézikönyv készítője szerint körülbelül 40 órát vesz igénybe a munka, és további 30 órát vesznek igénybe a beállítások.
Az alumínium anyag és körülbelül 400 fennmaradó szegecs megkönnyíti a karosszéria kibővítését és a kiegészítők rögzítését.
Az Alleweder 4 gyártása 2020-ban leáll.

### Alleweder-E
Az Alleweder-E az AW 4-en vagy az AW 6-on alapul, ez egy elektromos pedlec kerékpár a Lohmeyer-Leichtfahrzeuge GbR-től Ez a cég Köln közelében, Hennefben található. Ez egy olyan Alleweder, amely 250 vagy 500 W teljesítményű villanymotorral van felszerelve, és a nagyobb teljesítményű változatban is engedélyezhető került. Ez a fajta elektromos kerékpár nem értékesíthető Hollandiában. A németországi regisztráció (biztosítási szám) és a működtetés Hollandiában azonban megengedett.
- Az elektromos hajtás kicsi változata (250 watt) licencmentes. Az elektromos hajtás csak támaszként működik, ha pedálozunk, és 24-nél nagyobb sebességnél kapcsolunk be  km/h (Pedelec). A 11 Ah Li-ion-akkumulátor üres tömege 42 kg.
- Az erősebb változat (500 watt, jóváhagyott egy háromkerekű moped a biztosítási táblát) eléri a motor a síkban 45 km/h. A motort azonban pedállal bármikor meg lehet támasztani. A sportos sofőrök saját fizikai erőfeszítéseikkel elérhetik a 60 évet km/h a síkságon. Ebben a verzióban egy 25 wattos fényszóró van felszerelve az íjban, (kiegészítő) féklámpa hátul, és opcionálisan jelzőlámpák (irányjelzők) is felszerelhetők.

Az elektromos motor a burkolatban található, a fekete motorháztető alatt, és egy láncon keresztül hajtja meg a saját lánckerékét a pedál hajtókarján. A pedál-hajtókarnak saját szabadonfutó kereke van, így a motor pedál nélkül is működik. Mivel a motor a hátsó kereket a kerékpár sebességváltóján keresztül hajtja, mindig az optimális sebességhez közel futhat; ez körülbelül 90 fordulat / perc a hajtókaron.

#### Energiaellátás és fogyasztás
A hajtómotor villamos energiája 8, 11, vagy 16 amper, 24 V lítiumion-akkumulátorokból származik. Tehát a kapacitása 192, 264 és 384 Wh. Több akkumulátor is használható egyszerre vagy egymást követően, ami növeli a hatótávolságot. A motor típusától függően és két 16 Ah-os elemmel, legfeljebb 84 km távolság lehetséges. Ezt a hatótávolságot tovább lehet növelni a motor pedállal történő hajtásával.
Az energiafogyasztás 1-1,5 kWh / 100 km. Összehasonlításképpen: egy 1,5 kWh energiafogyasztású járműnek robogó vagy három literes autó energiaszükségletének kb. Huszadik része szükséges.

## Alleweder 5
Az AW 5 ugyan az mint az AW 4, azzal a eltéréssel, hogy 1,5-1,7 méter magas emberekre méretezték. Méretei 2 kg könnyebb, 27 cm rövidebb és 8 cm-rel alacsonyabb. A magasság különösen fontos, mivel az AW 4-ben az alacsony emberek nem lát ki az első motorháztető fölött. Ezt a verziót már nem gyártják.

## Alleweder 6
Az AW 6 az Alligt és a Lohmeyer-Leichtfahrzeuge GbR új fejlesztése. A vázszerkezet nagyrészt az AW 4 alumínium alkatrészeiből áll, és továbbra is a hollandiai Alligt (értékesítési oldal: akkurad.com) szállítja. A hátsó felfüggesztés változatlan. Azonban a teljes burkoló szerkezet műanyagból áll, és Lohmeyer gyártja és szereli Hennefben. Az A6 tágasabb lett, a beszálló nyílás az elülső részen alacsonyabbra mélyítették, hogy könnyebb legyen a be- és kijutás. Az A6 magasabb és súlyosabb járművezetők számára is alkalmas. Az AW 4-ben a különösen magas, széles vállú embereknek a válluk belülről ütődik a beszállási nyílás éléhez.
Az AW 6 Első kerekei hidraulikus dobfékkel vannak ellátva. A méretei 2,6 m hosszú, 82 cm szélesség, önsúlya 32 kg-tól indul felszereléstől függően.
Mivel az alszerkezetet továbbra is az Alligt szállítja ezért az AW 4 sorozatszámozását folytatták, és ezt szükség szerint az AW 4 vagy AW 6-hoz használják fel. A 144-es járműszámot 2008. április végén gyártották. 2008-ban 50 Alleweder épült: 38 AW 4 és 12 AW 6 az év második felében.

## Alleweder 7
Az AW 7 az AW 6 továbbfejlesztése. A padló keskenyebb, a bejárat magas és keskeny, ugyanolyan alakú, mint a Quest velomobilnál; a Questre gyártott tetők szintén illeszkednek az Allewederbe. Az Alleweder 7 mérete 250 cm hosszú, 76 cm szélességű és Súlya kb 34 kg.

## Alleweder 8
Az Alleweder A8-at 2013. augusztusától már nem gyártják. 
Az A8 gyorsabb Velomobil, mint az Alleweder A4. A WAW (Velomobil típus) ihlette. A WAW egy trájk alapú középrész és felcsatolható orr és hátsó részből áll. Ezt kombinálták össze az A4-es építőkészlet-technikájával. Az orr magasabb és hosszabb, mint az A4. Az orr aramidból készül. A belépési nyílást a lehető legkisebbre vették, és a súlypontja alacsonyabbra (7 cm-rel), mint az A4-esé.

## Alleweder 9 ⇒ Sunrider készlet
A Sunrider egy gyors velomobil, és egyben a legszebb és legbiztonságosabb, amelyet az Alligt épít. 2014.12-től kezdte kiadni az első építőkészletet.
Fedett egyszemélyes velomobil fekvőkerékpár pozícióval és elektromos rásegítéssel. A könnyű test kényelmet és védelmet nyújt mindenféle időjárási körülmények között. Ennek a látványos járműnek a kiváló aerodinamikájának köszönhetően könnyedén kerékpározhat 45 km/h sebességgel alacsony energiafogyasztással. A kerékpártól jóval nagyobb védelmet nyújt.
Az elektromos rásegítés középmotoros rendszerű. A karosszérián a szellőzőnyílások kerültek kialakításra a páramentesítés érdekében. Relatíve nagy beülési nyílással rendelkezik. A A fordulási körre 10 méter rendelkezik. Alapkivitelben rendelkezik a Rohloff 14 sebességváltó kerékaggyal és tetővel. A lánc szinte teljesen el van rejtve a vázban. 
A joystick rendszerű kormányzása van. A kezelő eszközei: váltók, a fékek, a világítás, a villogó fény és a kürt
Üvegszállal erősített poliészterből készül. A kompozit konstrukció gyakorlatilag nem igényel karbantartást, és kiváló stabilitást biztosít a jármű számára. A vázszerkezet CNC-megmunkált alumínium alkatrészek alkotják.
Az építőkészlet 5 nagyobb szegmensre bontották: vázszerkezet, a velomobil teste, elektromos világítási rendszer, elektromos rásegítő rendszer és az alkatrészek (kormány, fék, felfüggesztés stb), összeszerelése, gyakorlottaknak kb 30-50 óra.

## Fordítás
Ez a szócikk részben vagy egészben  az   Alleweder című német Wikipédia-szócikk ezen változatának fordításán alapul.  Az eredeti cikk szerkesztőit annak laptörténete sorolja fel. Ez a jelzés csupán a megfogalmazás eredetét és a szerzői jogokat jelzi, nem szolgál a cikkben szereplő információk forrásmegjelöléseként.